# Tomé-Açu
Tomé-Açu este un oraș în Pará (PA), Brazilia.